# John Evelyn Shuckburgh
Sir John Evelyn Shuckburgh (Namenskürzel: „JES“; * 18. März 1877 in Eton; † 8. Februar 1953 in London) war ein britischer Kolonialverwalter.

## Biografie
Shuckburgh war Sohn von Frances Mary Pullen und seiner Frau Evelyn Shirley Shuckburgh. Sein ältester Sohn, der spätere Diplomat und Nahost-Experte Sir Charles Arthur Evelyn Shuckburgh, wurde 1909 in London geboren.
Als Angehöriger des britischen Kolonialdienstes war John Evelyn Shuckburgh in Britisch-Indien und in Palästina tätig. Am 2. Januar 1922 wurde er als Knight Commander des Order of St Michael and St George (KCMG) geadelt.